# Carregal do Sal (freguesia)
Carregal do Sal (llamada oficialmente Freguesia de Carregal do Sal) es una freguesia portuguesa del municipio de Carregal do Sal, distrito de Viseu.

## Historia
Fue creada el 28 de enero de 2013 con el nombre de União das Freguesias de Currelos, Papízios e Sobral en aplicación de una resolución de la Asamblea de la República de Portugal promulgada el 16 de enero de 2013, con la unión de las freguesias de Currelos, Papízios y Sobral, pasando su sede a estar situada en la antigua freguesia de Currelos. Esta denominación se mantuvo hasta el 10 de agosto de 2015 que pasó a su actual nombre en aplicación de la Ley n.º 86/2015 que modificaba su denominación.

## Demografía
| Gráfica de evolución demográfica de Carregal do Sal entre 2011 y 2021 |
|                                                                       |
| Datos según el nomenclátor publicado por el INE portugués.            |